# Damian Żurek
Damian Żurek (ur. 17 września 1999 w Tomaszowie Mazowieckim) – polski łyżwiarz szybki, olimpijczyk z Pekinu (2022).

## Życiorys
Jest zawodnikiem Pilicy Tomaszów Mazowiecki.
W 2022 zdobył srebrny medal w sprincie drużynowym na mistrzostwach świata w wieloboju sprinterskim w Heerenveen (razem z Markiem Kanią i Piotrem Michalskim). Największy sukces międzynarodowy osiągnął w 2024 r., zdobywając brązowy medal w rywalizacji na 500 m podczas mistrzostw świata w Calgary. Był to pierwszy w historii reprezentacji Polski medal mistrzostw świata zdobyty w konkurencji indywidualnej.
Na mistrzostwach Europy w 2024, zdobył złoty medal w sprincie drużynowym (razem z Markiem Kanią i Piotrem Michalskim). W 2022 zdobył brązowy medal mistrzostw Europy w sprincie drużynowym (razem z Markiem Kanią i Piotrem Michalskim).

### Starty międzynarodowe
Według:

#### Mistrzostwa świata juniorów
- 2016 (34 m. na 500 metrów, 46 m. na 1000 metrów i 9 m. w wyścigu drużynowym na dochodzenie)
- 2017 (14 m. na 500 metrów, 31 m. na 1000 metrów i 35 m. na 1500 metrów)
- 2018 (10 m. na 500 metrów, 34 m. na 1000 metrów, 49 m. na 1500 metrów i 10 m. w wyścigu drużynowym na dochodzenie)
- 2019 (8 m. na 500 metrów, 12 m. na 1000 metrów i 8 m. w sprincie drużynowym)

#### Mistrzostwa Europy seniorów
- 2020 (14 m. na 500 metrów, w sprincie drużynowym dyskwalifikacja)
- 2021 (10 m. w wieloboju sprinterskim)
- 2022 (3 m. w sprincie drużynowym, 12 m. na 500 metrów i 14 m. na 1000 metrów)
- 2023 (8 m. w wieloboju sprinterskim)
- 2024 (1 m. w sprincie drużynowym, 7 m. na 500 metrów i 8 m. na 1000 metrów)
- 2025 (4m. w wieloboju sprinterskim)

#### Mistrzostwa świata
- mistrzostwa świata w wieloboju sprinterskim w 2020 (18 m.)
- mistrzostwa świata na dystansach w 2021 (19 m. na 500 metrów)
- mistrzostwa świata w wieloboju sprinterskim w 2022 (111 m., 2 m. w sprincie drużynowym)
- mistrzostwa świata na dystansach w 2023 (7 m. na 500 metrów, 13 m. na 1000 metrów, 4 m. w sprincie drużynowym).
- mistrzostwa świata na dystansach w 2024 (3 m. na 500 metrów, 7 m. na 1000 metrów, 5 m. w sprincie drużynowym).

#### Igrzyska olimpijskie
- igrzyska olimpijskie w Pekinie (2022): 11 m. na 500 metrów, 13 m. na 1000 metrów

#### Puchar świata
- zawody Pucharu Świata w Obihiro w Japonii (2023): 2 m. w sztafecie mieszanej z czasem 2:56.12[5]

### Mistrzostwa Polski
Według:
Na mistrzostwach Polski seniorów na dystansach wywalczył:
- 2020: srebrny medal w sprincie drużynowym,
- 2021: złoty medal w sprincie drużynowym, srebrne medale w wyścigach na 500 metrów, 1000 metrów, 1500 metrów oraz brązowy medal w wyścigu drużynowym na dochodzenie,
- 2022: srebrne medale na 500 metrów i 1000 metrów
- 2023: złote medale na 500 metrów i 1000 metrów
- 2024: złote medale na 500 metrów i 1000 metrów, srebrny medal w wyścigu drużynowym na dochodzenie

Na mistrzostwach Polski w wieloboju sprinterskim wywalczył:
- 2020: srebrny medal
- 2021: srebrny medal
- 2023: brązowy medal
- 2024: złoty medal w sprincie drużynowym

### Rekordy Polski
26 stycznia 2025r. w Kanadyjskim mieście Calgary ustanowił nowy rekord Polski na dystansie 500m wynoszący 34.07 sekund. Posiada on również ustanowiony 11 stycznia 2025r. rekord Polski w wieloboju sprinterskim wynoszący 138.190, rekord ten został pobity podczas wielobojowych mistrzostw Europy w Holenderskim Heerenveen.
Jest też rekordzistą Polski w sprincie drużynowym (1:18,31) – wynik ten został osiągnięty podczas mistrzostw Europy w dniu 6 stycznia 2024.

### Rekordy życiowe
Według:
- 500 metrów: 34,07 (26.01.2025)
- 1000 metrów: 1:07,19 (25.01.2025)
- 1500 metrów: 1:47,59 (13.10.2024)